# Битка код Сиска
Битка код Сиска 1593. је била важна победа хришћанских снага над отоманском војском. Битка се одиграла код Сиска, у данашњој централној Хрватској. Хасан-паша Предојевић је предводио отоманску војску, док је снаге Светог римског царства предводио аустријски генерал Рупрехт Егенберг.
У јуну 1593. Хасан-паша се поново запутио са својом војском на Сисак, са циљем да након његовог освајања нападне и Загреб и освоји остатке Славоније. Град је бранило 300 војника с фратром Блажем Ђураком на челу. Због неуспеха на бојишту, на чело хришћанске војске је постављен Рупрехт Егенберг. На територији између Загреба и Сиска се јуна 1593. сакупила хрићанска војска са Томом Ердедијем, који је командовао мађарским одредима, Рупрехтом Егенбергом на челу немачких одреда и Андрејем Турјашким који је командовао словеначким одредима, све укупно око 5.000 људи. Саму тврђаву Сисак је бранило 800 војника.
Опсада Сиска је почела утврђивањем положаја турске војске, која је бројала приближно 12.000 војника, на десној обали Купе 15. јуна 1593. Град се успео одржати док није стигла помоћ бана Ердедија с хрватском војском. Хасан-паша је зато главнину своје војске преместио на леву обалу Купе. 22. јуна је започела одлучујућа битка. Након почетних напада аустријских одреда, Андреј Турјашки је са својим стрелцима зауставио турски противнапад и потиснуо их према Купи. Посада из града је заузела мост преко реке и тако пресекла пут турском повлачењу. У турској војсци је настала паника, па је већина војника бежала у набујалу Купу и тако се утопила. Утопио се и Хасан-паша и још неколико санџак-бегова. Победа под Сиском одјекнула је у читавој хришћанској Европи. Та одбрана била је пресудна за одбрану преостале Аустрије, али и Европе.
Битка је повратила равнотежу снага и зауставила ширење Османског царства у средњој Европи и омогућила војводствима Крањске, Корушке и Штајерске (тада заједно знане као Унутрашња Аустрија) и Хрватској да остану слободне од турске контроле, док су Хабзбурговци ојачавали свој положај у тим територијама.

## Увод
Након што је турски султан Мурат III 1590. склопио мир са Персијом, након година затишја, турски упади су поново почели одигравати. Цар Рудолф II је зато на турски двор у Цариград послао преговараче, који су 29. новембра постигли примирје, које би требало да траје осам година.
Године 1591. на чело у Босанском пашалуку, под притиском војних кругова на Муратовм, је дошао Хасан-паша Предојевић, лични пријатељ великог везира Синан-паше. Он је започео трогодишње ратовање за преостали део Поуња и Покупља, као и за Сисак. Нападима је настојао прекинути примирје које су склопили султан и цар Рудолф. Предојевић је зато с јаком војском у августу 1591. опсео Сисак, али је већ након четири дана био присиљен да одустане од опсаде и врати се назад. За њим је кренуо млади мађарски племић и хрватско-славонско-далматински бан Тома Бакач-Ердеди, који је том приликом ослободио свој родни град Мославину. За освету је Хасан попалио крајеве око Божјаковине и Врбовца. Након овог напада се састао Хрватски сабор и донео одлуку о свеопштем земаљском устанку на одбрану домовине и о довозу хране војсци. Тим закључком је одлучено да се у случају рата на позив бана морају у рат кренути сви племићи хрватског краљевства, све духовне особе, грађани и кметови (од сваког дима по 2 пешака и сваких 10 по 1 коњаник).
У пролеће 1592. Хасан-паша је кренуо у нови напад. Пре тога је наредио да се изгради град Јени Хисар (Петриња) као почетна тачка за даља освајања. Затим је опсео град Бихаћ који му се након 9 дана опсаде предао. Бихаћ је без борбе предао капетан Ламберг на захтев грађана којима је паша обећао слободу. Падом Бихаћа линија одбране текла је линијом од Огулина кроз Карловац уз Купу до Сиска. Пошто је заузео Бихаћ и код Бреста потукао штајерске и хрватске банске трупе, Хасан-паша је 24. јула напао Сисак који су бранили каноник Микац и његова два друга, али је после петодневног бомбардовања поново дигао опсаду.

## Супротстављене снаге

### Османлије
Почетком јуна 1593. Хасан-паша је по трећи пут кренуо на Сисак. Велике топове и комору носило је 29 шајки Савом од Градишке. Дренчину је заузео 14. јуна. Идућег дана стигао је под Сисак и утаборио се на десној обали Купе. Имао је око 12.000 бораца: јаничара, азапа, спахија, акинџија. Само мали део је могао бити наоружан ватреним оружјем. У походу су учествовали санџак-бегови зворнички, клишко-ливањски, крчко-лички, херцеговачки, церничко-пакрачки, пожешки и ораховачки, бихаћки и вучитрнски и капетани Петриње и Градишке, а вероватно и трупе осјечког и крчког санџака.

### Хришћани
Када је стигла вест да је Хасан-паша кренуо на Сисак, код Свете Кларе (близу Загреба) прикупило се око 5.000 људи: бан Тома Ердеди са банском четом и земаљским (феудалним) позивом (1.240 људи); пуковник Рупрехт Егенберг (Ruprecht Eggenberg) са Рајтенауовим царским пуком од 3 чете (око 1.500 људи); пуковник Андрија Ауершперг Турјашки, врховни капетан Хрватске крајине са 300 карловачких аркебузира (коњаника-оклопника), 100 корушких аркебузира под капетаном Криштофом Обручаном, 200 крањских коњаника феудалног позива под капетаном Адамом Раубеном и 160 карловачких и корушких мускетара под капетанима Георгом и Сигисмундом Парадајзером (Georg/Sigismund Paradeiser); пуковник Мелхиор Редерн (Melchior Redern) са 500 шлеских коњаника-стрелаца; потпуковник Грасвајн, капетан Славонске крајине са 400 војника; Петар Ердеди, ускочки капетан са око 500 ускока; Мартин Пичник са око 100 коњаника Монтекуколијевог пука. Томе се може додати још која стотина лаких коњаника (хусара) или нередовних пешака (наоружаних кметова). Хрватско-немачке снаге располагале су са 1.760 аркебузира или мускетара, што ће бити један од одлучујућих фактора победе. У тај број нису урачунати мускетари, којих је морало бити и у осталим трупама.
Турска војска била је бројно јача, док су хришћани имали предност у ватреној моћи и дисциплини.
Сисак су бранили каноници загребачке бискупије, Блаж Ђурак и Матија Финтић. Посаду је чинило 300 војника. Уз њих око 100 Егенбергових момака из Словеније, и нешто регрутованих младића и добровољаца из околине, у свему око 800 људи.

## Битка
Пошто је подигао мост, Хасан-паша је поставио своје топове на леву обалу Купе и почео да бомбардује градска врата и кулу до Купе, где је ускоро порушен део зида. Јуриш лествицама је одбијен, али је борбени дух посаде почео да опада.
За то време, пошто је разбила један турски одред од 300 људи, хришћанска војска кренула је ка Сиску 19. јуна и 21. јуна стигла до Новиграда на Сави. На саветовању 22. јуна, одлучено је да битка одмах почне и да се деблокира Сисак.
На путу од Новиграда за Сисак Ауерсперг је поставио хришћане у дворедни борбени поредак, на начин који је био уобичајен у царској (немачкој) војсци. У први ред дошли су хрватски војници, лаки коњаници (хусари), пешаци и Ауерспергове трупе, а у други Редернови и Монтекуколијеви коњаници и Рајтенауови пешаци. У том поретку настављен је покрет за Сисак.
Пошто се пребацио на десну обалу Саве, Хасан-паша им је кренуо у сусрет са око 10.000 људи. До Одре, на левом крилу, били су пешаци-стрелци, у центру и на десном крилу коњаници. Око 12 часова дошло је до судара. Први су напали Хрвати (коњаници) под Ердедијем. Када су одбијени, ступили су у акцију аркебузири, а затим друге трупе наоружане ватреним оружјем. Једног тренутка турска коњица запретила је обухватом, али су хришћански коњаници из другог борбеног реда зауставили ту акцију. Под притиском ватре Турци су одбачени. Посада је извршила испад из града. Када су заузели мост на Купи, карловачки аркебузири су пресекли су Турцима одступницу. Само се неколико стотина Турака спасло преко реке; остали су се удавили у Купи и Одри или су заробљени. Битка је трајала непун сат.

## Последице
Хришћани су имали само 40-50 погинулих, а Турци око 8.000, међу њима Хасан-паша и 4 санџак-бега. Турци који су били остали на десној обали Купе запалили су свој логор и побегли. Пут за Петрињу био је отворен, али Егенберг није смео да нападне турску тврђаву без цареве дозволе.
Битка код Сиска је била прекретница у односу снага између хришћана и Османлија. Јачањем централне власти и привреде, хришћанске државе постајале су све јаче. Њихове регуларне трупе, наоружане ватреним оружјем, биле су сада боље од најбољих османлијских снага, јаничара и спахија.
Победа над Турцима код Сиска радосно је одјекнула у Европи, као ретка победа у доба турске премоћи, а болно је примљена у Турској. Народ у Цариграду тражио је освету. Турска је већ 17. јула 1593. објавила рат цару Рудолфу II. На самом почетку рата, нови босански беглербег Мустафа-паша, уз помоћ румелијског беглербега Хасан-паше Соколовића, заузео је Сисак 28. августа 1593, али када су 1. августа 1594. аустро-хрватске снаге заузеле Петрињу, турска се посада повукла из Сиска.